# Barbara Woodward
Pour les articles homonymes, voir Woodward.
Barbara Janet Woodward, née le 29 mai 1961, est une diplomate britannique et une spécialiste de la Chine dans le domaine de la diplomatie. Elle est l'actuelle représentante permanente du Royaume-Uni auprès des Nations unies, après avoir été l'ambassadrice britannique en Chine de 2015 à 2020 et la première femme à occuper ce poste.
Woodward a obtenu une maîtrise des arts (MA) en histoire à l'université de St Andrews, en Écosse, avant de poursuivre ses études en relations internationales à l'université Yale. Elle a rejoint le bureau des Affaires étrangères et du Commonwealth en 1994 et a travaillé en Chine, en Russie, en Union européenne et aux Nations unies,.

## Biographie
Barbara Janet Woodward naît à Gipping dans le comté de Suffolk au Royaume-Uni, le 29 mai 1961. Elle est la fille d'Arthur Claude Woodward (1921-1992), qui a servi pendant la Seconde Guerre mondiale en tant que lieutenant dans le régiment de Suffolk et a remporté la croix militaire pour bravoure, puis a ensuite été élu Chartered Surveyor ; et de Rosemary Monica Gabrielle Fenton (morte en 2017).
Barbara Woodward a fait ses études à la South Lee School à Bury St Edmunds (Suffolk), puis à la Saint Felix School, un pensionnat mixte indépendant à Southwold (Suffolk).
Woodward a ensuite été admise à l'université de St Andrews en Écosse en 1979 où elle a étudié l'histoire. Elle a obtenu en 1983 une maîtrise en arts (MA). Elle a enseigné l'anglais, d'abord à université de Nankai, puis à l'université du Hubei, à Wuhan, en Chine entre 1986 et 1988.  Plus tard, elle a appris et maîtrisé le chinois. Son professeur à Londres lui a donné le nom chinois Wu Baina (吴 百 纳 (Wú Bǎinà)). En 1988, elle est allée à l'université Yale aux États-Unis pour poursuivre ses études sur les relations internationales, et a obtenu un Master of Arts de troisième cycle (MA).

## Carrière diplomatique
Woodward rejoint le bureau des Affaires étrangères et du Commonwealth en 1994. Elle sert en Russie de 1994 à 1998 en tant que deuxième (puis premier) secrétaire. Elle travaille en Chine de 2003 à 2009, tout d'abord en tant que conseillère politique, puis, sur l'ensemble des relations entre le Royaume-Uni et la Chine en tant que premier conseiller à l'ambassade du Royaume-Uni, y compris pendant les Jeux olympiques d'été de 2008. De 2011 à 2015, elle est directrice générale des affaires économiques et consulaires au bureau des Affaires étrangères et du Commonwealth. 
En février 2015, Woodward est nommée ambassadrice britannique en Chine. Elle devient ainsi la première femme à occuper ce poste. Caroline Wilson (en) lui succède en septembre 2020. En 2016, lors d'une conversation avec Lucy D'Orsi, la reine Élisabeth II a déclaré que les responsables chinois « ont été très impolis envers l'ambassadeur » (faisant référence à Woodward), lors d'un événement tenu au Lancaster House, à Londres,. 
En 2020, Woodward est nommée représentante permanente du Royaume-Uni auprès de l'Organisation des Nations unies par le secrétaire d'État aux Affaires étrangères, Dominic Raab,.

## Récompenses
Woodward est faite officier de l'ordre de l'Empire britannique par la reine Élisabeth II dans le cadre de la cérémonie des « New Year Honours » de 1999, alors qu'elle était première secrétaire à Moscou. En 2011, elle est nommée compagnon du très distingué ordre de Saint Michael et Saint George,, puis dame-commandeur de l'ordre de Saint-Michel et Saint-Georges en 2016, pour ses services dans le cadre des relations entre le Royaume-Uni et la Chine.

### Note
1. ↑  « The Queen said: "They were very rude to the ambassador"[8] »